# Deutzen
Deutzen este o comună din landul Saxonia, Germania.